# جاك فيرمولين
جاك فيرمولين (بالإنجليزية: Jacques Vermeulen)‏ هو لاعب اتحاد الرغبي جنوب أفريقي، ولد في 8 فبراير 1995 في بارل ‏ في جنوب أفريقيا.